# Gryllus vicarius
Gryllus vicarius är en insektsart som beskrevs av Walker, F. 1869. Gryllus vicarius ingår i släktet Gryllus och familjen syrsor. Inga underarter finns listade i Catalogue of Life.